# Astrix
Astrix, artistnamn för Avi Shmailov, född 5 december 1980 i Georgiska SSR, är en israelisk tranceproducent specialiserad på psykedelisk trance.

## Historia
Avi Shmailov föddes 1980 i Georgien i dåvarande Sovjetunionen. Han är bergsjude, och växte upp i Tel-Aviv i Israel.
Shmailov intresserade sig för musik redan under lågstadiet. Som tonåring började han syssla med trancemusik tillsammans med sina barndomsvänner. Han skapade musik tillsammans med "Alien Project" och "Atomic Pulse" men efter ett tag började han skapa egna låtar. 1997 började han producera musik och spela upp det i olika diskotek runt om i världen. 2002 fick han sitt genombrott med sitt andra album, Eye to Eye. Sen dess har han varit en av de mest framstående artister inom psykedelisk trance. Den musikstil han spelar är väldigt energisk och upplyftande fullon-trance som ofta spelas på morgonen på rave. I en intervju har Shmailov sagt att han har fått sin inspiration från artister som Linkin Park, Infected Mushroom och Tiesto.

## Diskografi
- Eye to Eye (HOMmega Productions, 2002)
- Artcore (HOMmega Productions, 2004)
- One Step Ahead (HOMmega Productions, 2008)
- Red Means Distortion (HOMmega Productions, 2010)
- He.Art (HOMmega Productions, 2016)